# Гончаровка (Омская область)
Гончаровка — деревня в Таврическом районе Омской области. Входит в состав Любомировского сельского поселения.

## История
Основана в 1908 году. В 1928 году состояла из 92 хозяйств, основное население — украинцы. Центр Гончаровского сельсовета Тавричесского района Омского округа Сибирского края.

## Население
| 1926 | 2010 |
| ---- | ---- |
| 492  | ↘60  |